# Махаринецька сільська рада
| Махаринецька сільська рада — колишній орган місцевого самоврядування у Козятинському районі Вінницької області з адміністративним центром у с. Махаринці. Сільській раді підпорядковані населені пункти: - с. Махаринці |

## Склад ради
Рада складалася з 16 депутатів та голови.

## Керівний склад сільської ради
| ПІБ                        | Основні відомості                                                         | Дата обрання | Дата звільнення |
| -------------------------- | ------------------------------------------------------------------------- | ------------ | --------------- |
| Василюк Наталія Вікторівна | Сільський голова, 1964 року народження, освіта, позапартійна              | 26.03.2006   | 31.10.2010      |
| Василюк Наталія Вікторівна | Сільський голова, 1964 року народження, освіта вища, член Партії регіонів | 31.10.2010   |                 |

Примітка: таблиця складена за даними джерела